# Brigade Excelsior
La brigade Excelsior est une unité militaire de l'armée de l'Union pendant la guerre de Sécession. Composée principalement de régiments d'infanterie levés dans l'État de New York, principalement par l'ancien membre du Congrès américain Daniel Sickles, la brigade sert au cours de plusieurs des batailles les plus importantes de l'armée du Potomac sur le théâtre oriental, y compris Chancellorsville et Gettysburg.

## Organisation et premières batailles

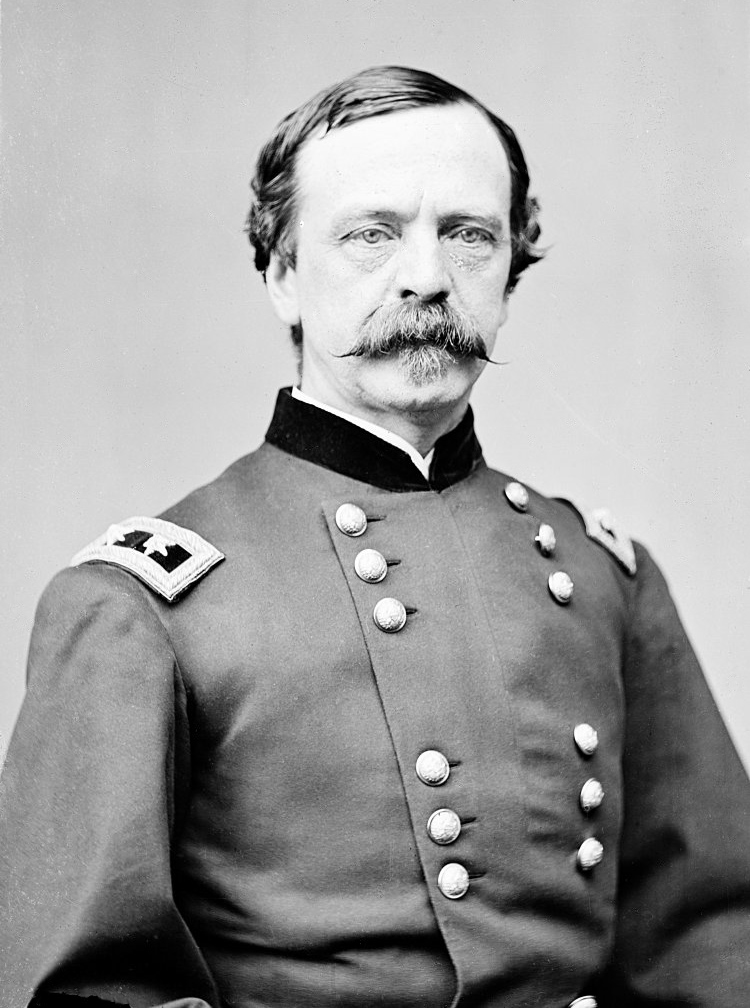
Daniel E. Sickles lève et organise une grande partie de ce qui deviendra la brigade Excelsior

Lors du déclenchement de la guerre de Sécession, le controversé Sickles veut redorer son image publique, qui a été entachée par le tir mortel contre son épouse, l'amante de Philip Barton Key. Sickles est actif dans le recrutement de milliers de volontaires autour de la ville de New York pour le service dans les volontaires des États-Unis en mai 1861, sous l'autorité du département à la Guerre. Le premier régiment de Sickles entre en service le 20 juin 1861. Par la suite, il est nommé colonel de l'un des quatre régiments qu'il a organisés. Plus tard, Sickles est promu brigadier général des volontaires en septembre 1861, prenant le commandement de la brigade.
Les quatre régiments levés par Sickles qui constituent la première brigade Excelsior sont le 70th, 72nd, 73rd et 74th New York Infantry.
En octobre 1861, le 71st New York, avec le 70th jusqu'au 74th Regiments et dix compagnies du 3rd Indiana Cavalry, forment la deuxième brigade Excelsior sous le commandement du général Sickles. La brigade est placée sous le commandement divisionnaire du major général Joseph Hooker en octobre. Ses tâches initiales comprennent l'assistance à la construction de défenses autour de Washington, et l'arrêt du ravitaillement des confédérés par le sud du Maryland.
En mars 1862, Sickles est contraint de renoncer à son commandement lorsque le congrès refuse de confirmer sa commission, mais il travaille assidûment à faire pression auprès de ses contacts politiques de Washington et est replacé à la fois à son grade et à son commandement, le 24 mai 1862, à temps pour rejoindre l'armée lors de la campagne de la Péninsule. En raison de cette interruption, il rate d'importantes actions de sa brigade lors de la bataille de Williamsburg. Sickles revient à ses fonctions à temps pour la bataille de Seven Pines et la bataille des Sept Jours.
Le matin du 25 juin à la bataille d'Oak Grove, les new-yorkais de Sickles rencontrent des difficultés pour se déplacer à travers leurs abattis, puis à travers la partie supérieure du marais, et enfin rencontrent une forte résistance confédérée, le tout plaçant la ligne fédérale hors de l'alignement.
Sickles est de nouveau absent pour la seconde bataille de Bull Run, après avoir utilisé son influence politique pour obtenir l'autorisation d'aller à New York pour recruter de nouvelles troupes. Le colonel Taylor Nelson mène alors la brigade.
La brigade Excelsior, toujours sous les ordres du colonel Taylor alors que Sickles est promu au commandement divisionnaire, manque la bataille d'Antietam en septembre parce que le IIIe corps est stationné sur le bas du fleuve Potomac, protégeant la capitale.
La force de la brigade est augmentée par l'ajout du 120th New York. Lors de la bataille de Fredericksburg, les Excelsiors sont menés par le colonel George B. Hall.
Le brigadier général Joseph W. Revere commande la brigade Excelsior au cours de la bataille de Chancellorsville, au début de mai 1863. Avec le reste de la vieille division de Hooker, elle est tenue en réserve dans les bois près de Chancellor House, gardant une route qui conduit au gué important des États-Unis sur la rivière Rappahannock.

## Campagne de Gettysburg
À la suite de la bataille de Chancellorsville, le colonel William R. Brewster du 73th New York prend le commandement de la brigade Excelsior, qui est ensuite dans la division du brigadier général Andrew A. Humphreys. Brewster commande la brigade au cours de la campagne de Gettysburg, en juin et en juillet 1863. Le 2 juillet, la brigade est avancée dans une zone près du verger de pêchers. Elle est flanquée dans cette position par la division confédérée du major général Lafayette McLaws. Le reste de la brigade prend part à une contre-attaque en fin d'après-midi qui reprend certains canons abandonnés de l'Union. Brewster rapporte que la brigade a perdu 778 hommes sur un total de 1 837 engagés.
Brewster tombe malade après la bataille, et le brigadier général Francis Barretto Spinola assume le commandement lors de la poursuite de l'armée confédérée en Virginie. La brigade de Spinola conduit les troupes de l'Union, le 23 juillet à la bataille de Wapping Heights près de Warrenton, en Virginie, subissant la perte de 18 hommes tués, dont deux officiers. Spinola est gravement blessé dans les combats, avec des dizaines de ses hommes.
Le colonel J. Egbert Farnum du 70th New-York, commande ensuite la brigade jusqu'au retour de Brewster au service actif pendant les campagnes de l'automne 1863. Brewster inspire ses hommes en se levant de son « lit de malade » pour mener les Excelsiors lors de la campagne de Mine Run.

## 1864 et fin de la brigade
Lorsque l'armée du Potomac est réorganisée au printemps de 1864 pour la campagne de l'Overland du lieutenant général Ulysses S. Grant, Brewster conserve le commandement de la brigade. La brigade Excelsior, à laquelle s'ajoutent le 11th Massachusetts et le 84th Pennsylvania, sert lors de la bataille de la Wilderness dans la quatrième division du IIe corps sous les ordres du brigadier général Gershom Mott. Lorsque les restes de la division deviennent une partie de la troisième division du major général David B. Birney au cours de la bataille de Spotsylvania, la brigade de Brewster devient la quatrième brigade de la division. Il conduit ces hommes à la bataille de Cold Harbor et dans les premières opérations du siège de Petersburg. Ensuite, la brigade est dissoute. La plupart des Excelsiors sont déplacés dans la première brigade de la troisième division.
Les régiments individuels quitte le service actif de l'armée au cours de l'été de 1864, et les hommes retournent chez eux à New York.